# 焦特布尔靴

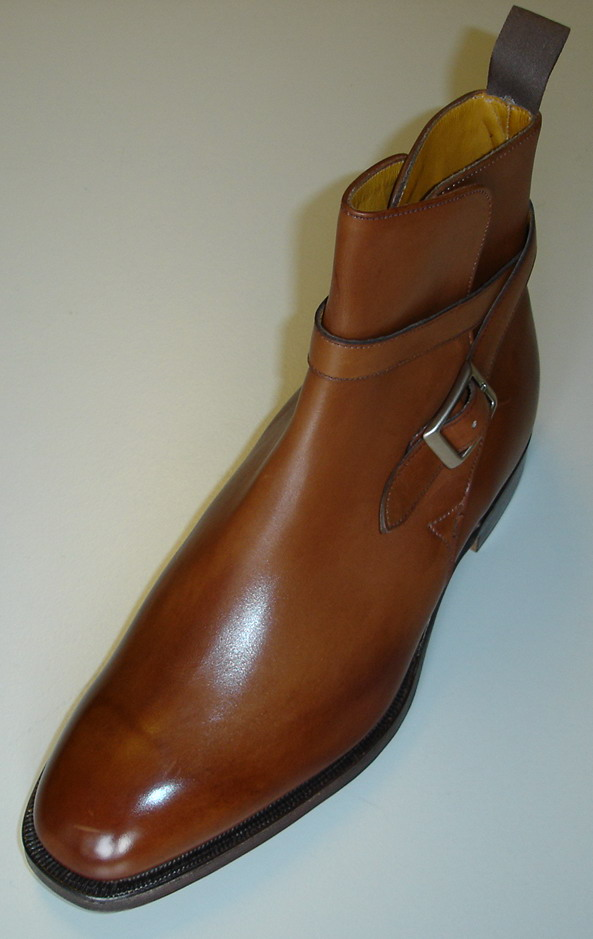
焦特布尔靴的时尚款式

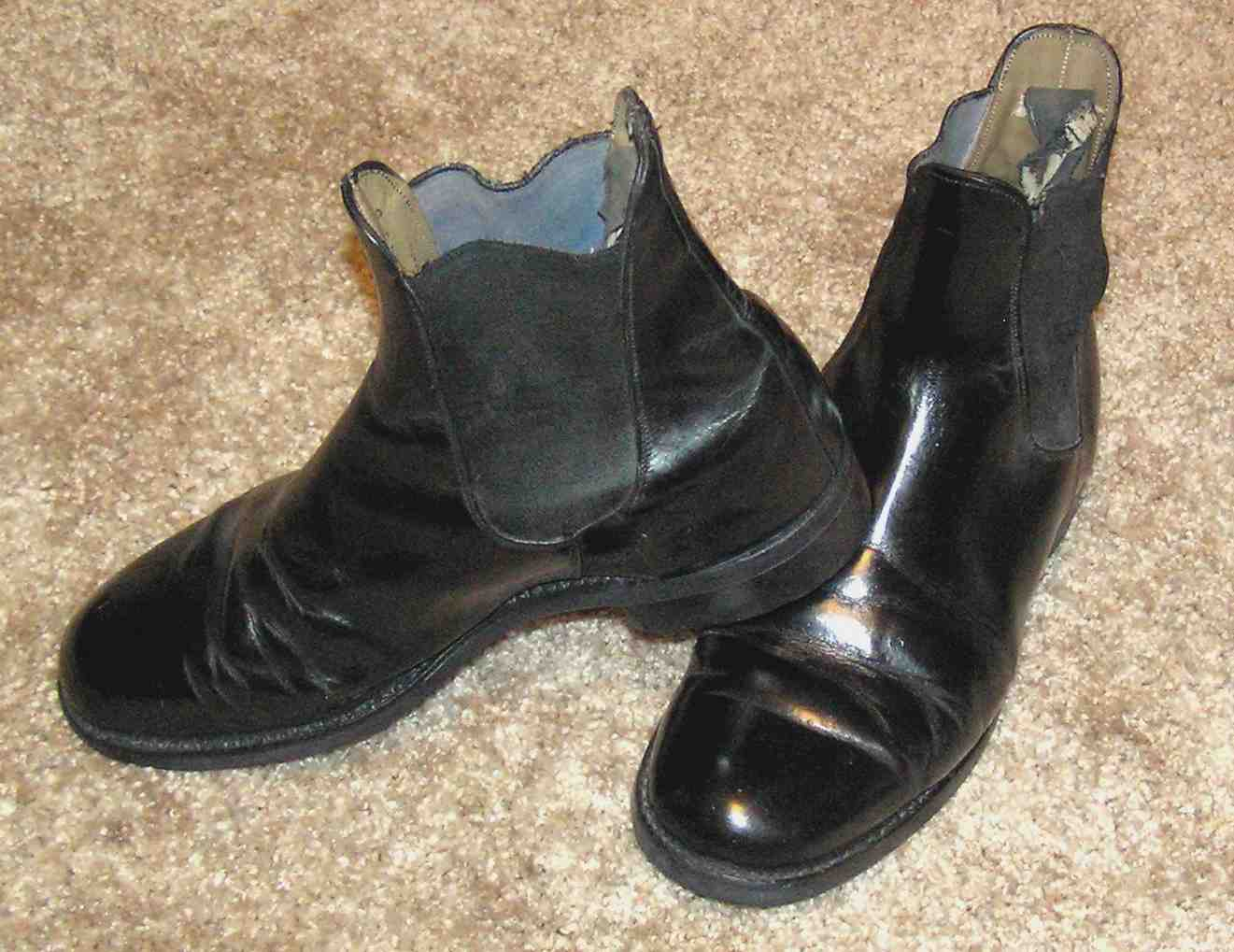

焦特布尔靴（英語：jodhpur boot）是一种男士靴，起源于1920年代的印度。后人在它的基础上加上了硫化橡胶松紧带，进化为切尔西靴。

## 历史
焦特布尔靴起源于1920年代的印度，最早是马球运动员的穿着。得名自印度小城焦特布尔。一位印度军人穿着家乡的特别服装前往英国参加马球比赛，他的马裤膝上宽松，膝下紧合，裤脚塞入靴内。这在当时造成了轰动，英国贵族也开始争相模仿。
早在1927年，薩克斯第五大道就开始售卖这种靴子。同年，《时尚》杂志发文《非正式的跨鞍穿着》，将焦特布尔靴配上手杖和金丝手套的穿着吹捧为夏季节目的完美打扮。

## 设计
焦特布尔靴是一双及踝的两片式结构低跟靴，没有鞋带，只有绑在脚踝处的带子与扣子固定。扣带分为单条和双条，并配有搭扣，鞋后帮有固定扣带的后跟圈。